# Barca in costruzione
La Barca in costruzione è un dipinto a olio su tela (50,8x61,6 cm) di John Constable, databile al 1815 e conservato nel Victoria and Albert Museum di Londra.
Il dipinto fu esposto alla Royal Academy nel 1815. La darsena ritratta era di proprietà del padre del pittore.

## Descrizione dell'opera
La scena rappresenta un rudimentale cantiere navale che si trova nei pressi del mulino di Flatford. La grande barca in costruzione è orientata secondo la diagonale del dipinto e rappresenta l'elemento centrale dell'intera rappresentazione. In primo piano, insieme alla barca sono sparsi attrezzi e utensili vari(due zappe, due caldari, in uno dei quali bolle la pece). Quasi tutto il dipinto è stato ritratto direttamente sul posto, dando il via alla famosa tecnica del "en plein air" che caratterizzerà la successiva produzione impressionista. Infine, il fiume che scorre in lontananza e gli alberi in secondo piano sono visti da John Constable come i veri soggetti principali del dipinto, le figure umane sono minute e messe in secondo piano.